# Benet de Rocabertí
|  | No s'ha de confondre amb Benet Rocabertí. |

Benet de Rocabertí (? 1200 - Tarragona 1268) va ser un sacerdot català, arquebisbe de Tarragona.
Del llinatge dels Rocabertí, va néixer segurament al Castell de Peralada i era fill de Dalmau V de Rocabertí, vescomte de Rocabertí. Era besnebot del que va ser també arquebisbe de Tarragona, Ramon de Rocabertí. En la seva joventut va estudiar Dret a la Universitat de Bolonya, i el 1232 va entrar al Capítol de la Catedral de Tarragona. El 1236 era ja canonge i va ser elegit cambrer de la vila de Reus, quan Ramon Guillem va deixar la cambreria de la vila per passar a ser prior de la Seu de Tarragona. El cambrer, càrrec reservat als canonges de la catedral i segona autoritat del capítol, era senyor de Reus en un terç del terme i tenia dret als delmes, les primícies, l'homenatge i la potestat del Castell de la vila. Enfrontat amb l'arquebisbe Pere d'Albalat, per un plet que portava contra el castlà de Reus, que tenia domini sobre dos terços de la vila però era vassall de l'església, Benet de Rocabertí va ser desposseït del càrrec de cambrer el 1240, moment en què va portar el plet davant la Cúria Romana. Va ocupar la cambreria Bernat de Boixadors, i quan aquest va morir el 1243, Ramon de Barberà. Benet de Rocabertí va guanyar tots els plets que havia presentat a Roma, i va recuperar la cambreria de Reus el 1246.
Però els seus plets amb l'arquebisbe no van acabar-se, i a causa d'una sentència desfavorable, va ser condemnat a la confiscació dels seus béns. Els reusencs es van alçar en armes contra els soldats de l'arquebisbe que venien a confiscar les possessions del cambrer i la vila va ser excomunicada. Però Pere d'Albalat va morir el 1251, i aquell mateix any Benet de Rocabertí va ser elegit arquebisbe de Tarragona. Tot i ser arquebisbe, va mantenir, per mitjà d'una dispensa papal, durant dos anys la cambreria de la vila de Reus. El 1254 va prendre possessió de la cambreria de Reus Pere Bernat.
El seu pas per la Mitra va ser molt polèmic. Volia reformar l'organització de la seva església i va xocar frontalment amb el Capítol, que va presentar sempre una oposició sistemàtica a les seves reformes, en defensa de moltes de les prerrogatives que el bisbe volia suprimir. En un moment donat, els plets entre la cúria i l'arquebisbe eren de quaranta-cinc. Aquests plets van ultrapassar l'àmbit judicial i van degenerar en bregues de gran violència, fins i tot amb l'assalt, a mà armada, de la Catedral el 1256, en resposta a l'excomunicació que havia rebut per part del Capítol. Un oficial seu, Ramon de Vilafranca, que l'havia defensat incondicionalment, va ser ferit quasi de mort pel cambrer reusenc Guillem de Banyeres.
Benet de Rocabertí va morir el 1268, després d'una vida, fins i tot en els seus darrers moments, pleta de plets i picabaralles.